# Fort des Merenptah in Tjeku
Das Fort des Merenptah in Tjeku (altägyptisch Pa-chetem-en-mer(i)-en-Ptah-hetep-her-maat-neti-em-tjeku) war der Name des von Merenptah in der 19. Dynastie erbauten Forts, das in Tjeku lag.

## Geografische Lage
Die kleine befestigte Anlage gehörte zur Region von Pi-Tem und fungierte auch als Grenzkontrollpunkt für Reisende, Händler, umherziehende Nomaden und Boten. Das Fort des Merenptah wird im Papyrus Anastasi V im Zusammenhang der Schasu-Stämme erwähnt:

„Die Schasu-Stämme aus Edom (šʒśw n jdwm) passierten das Fort des Merenptah in Tjeku, um bei den Teichen des Atum-Tempels ihr Vieh weiden zu lassen. Ich habe sie am Tag des Geburtstags von Seth (3. Heriu-renpet) zu dem Ort gebracht, wo sich auch bereits die anderen Schasu-Stämme aufhalten, die vor Tagen das Fort des Merenptah passierten.“

## Ähnliche Anlagen
- Das Fort von Tjaru befindet sich etwas 25 km südlich des Fort des Merenptah in Tjeku.